# Arthur Smeets
Pour les articles homonymes, voir Smeets.

a Compétitions nationales et continentales officielles uniquement.

b Matchs officiels uniquement.
Dernière mise à jour le 15 juillet 2025.
Arthur Smeets, né le 23 janvier 2002 à Etterbeek (Belgique), est un joueur international belge de rugby à XV qui évolue aux postes de deuxième ligne ou de troisième ligne aile à l'US Marmande en Nationale 2.

## Biographie
Arthur Smeets commence le rugby à XV à l'âge de sept ans en 2008 au Boitsfort Rugby Club,.
À l'âge de seize ans, il joue pour la première fois sous le maillot national belge en catégorie des moins de 17 ans, et participe à plusieurs matchs amicaux contre les Pays-bas et une sélection du Comité des Flandres (France),.
Après la finale du championnat de Belgique des moins de 18 ans gagnée contre l'ASUB Waterloo, lors de l'été 2019, il est recruté par le Sporting Club albigeois en France où il rejoint le centre de formation et l'effectif des moins de 18 ans. Par la suite, il évolue dans les équipes juniors puis espoirs durant deux saisons et connaît en 2021 sa première titularisation en Nationale en fin de saison contre le RC Massy,. 
Pendant l'été 2021, il est ensuite recruté par l'Union Bordeaux Bègles pour rejoindre son centre de formation et l'équipe espoirs. Blessé au genou lors de sa première saison à l'UBB, puis au poignet la saison suivante, il n'a eu que peu l'occasion de jouer.
En 2022, il rejoint l'équipe de Belgique des moins de 20 ans avec laquelle il finit à la quatrième place du Championnat d'Europe des moins de 20 ans après avoir battu la Roumanie,,.
Pour la saison 2023-2024, il est recruté par le Rugby Club bassin d'Arcachon où il évolue avec les espoirs nationaux et en Nationale 2,,,.
En février 2024, il est appelé en équipe de Belgique pour la première fois et participe à son premier match en Championnat d'Europe contre la Pologne (31-10),. En juillet 2024, il participe à la tournée d'été en Amérique du Sud, durant laquelle il joue un match contre le Chili (défaite 33 à 5).
L'année suivante, il participe à nouveau à la tournée d'été de l'équipe de Belgique. Titularisé contre les États-Unis (défaite 36-17),, il l'est également contre le Canada (Victoire 18-25),,.
Il rejoint l'US Marmande, en Nationale 2, à partir de la saison 2025-2026.

## Statistiques

### En club
| Saison    | Club                 | Compétition | Matchs | Points | Essais |
| --------- | -------------------- | ----------- | ------ | ------ | ------ |
| 2020-2021 | SC Albi              | Nationale   | 1      | 0      | 0      |
| 2023-2024 | RC bassin d'Arcachon | Nationale 2 | 1      | 0      | 0      |
| 2024-2025 | RC bassin d'Arcachon | Nationale 2 | 6      | 0      | 0      |
| Total     | Total                | Total       | 8      | 0      | 0      |

### En sélection nationale
Arthur Smeets compte 6 sélections dont 2 en tant que titulaire, avec la Belgique depuis sa première sélection le 17 février 2024 face à la Pologne.
| Année | Compétition          | Matchs | Points | Essais |
| ----- | -------------------- | ------ | ------ | ------ |
| 2024  | Championnat d'Europe | 2      | -      | -      |
| 2024  | Test matchs          | 1      | -      | -      |
| 2025  | Championnat d'Europe | 1      | -      | -      |
| 2025  | Test matchs          | 2      | -      | -      |
| Total | Total                | 6      | 0      | 0      |